# Troickoje (rejon syzrański)
Troickoje (ros. Троицкое) – wieś (sieło) w Rosji, w obwodzie samarskim, w rejonie syzrańskim. W 2010 liczyła 869 mieszkańców.